# Во-ле-Монсело
Во-ле-Монсело́ (фр. Vaux-le-Moncelot) — коммуна во Франции, находится в регионе Франш-Конте. Департамент — Верхняя Сона. Входит в состав кантона Жи. Округ коммуны — Везуль.
Код INSEE коммуны — 70527.

## География
Коммуна расположена приблизительно в 310 км к юго-востоку от Парижа, в 28 км севернее Безансона, в 26 км к юго-западу от Везуля.
По территории коммуны протекает небольшая река Жуан (англ. Jouanne).

## Население
Население коммуны на 2010 год составляло 76 человек.
| 1962 | 1968 | 1975 | 1982 | 1990 | 1999 | 2010 |
| ---- | ---- | ---- | ---- | ---- | ---- | ---- |
| 77   | 85   | 74   | 63   | 66   | 63   | 76   |

## Администрация
| Период | Период | Фамилия        | Партия | Примечания |
| ------ | ------ | -------------- | ------ | ---------- |
| 2001   | 2008   | Жан-Мари Колен |        |            |
| 2008   | 2014   | Клодин Нарсон  |        |            |

## Экономика
В 2010 году среди 44 человек трудоспособного возраста (15—64 лет) 34 были экономически активными, 10 — неактивными (показатель активности — 77,3 %, в 1999 году было 61,1 %). Из 34 активных жителей работали 33 человека (20 мужчин и 13 женщин), безработной была 1 женщина. Среди 10 неактивных 0 человек были учениками или студентами, 6 — пенсионерами, 4 были неактивными по другим причинам.